# Lesumbrücke
Die Lesumbrücke ist eine Straßenbrücke über die Lesum im heutigen Bremer Stadtteil Burglesum. Sie verbindet die beiden Ufer seit über 600 Jahren.

## Allgemeines
Die Lesum war bis 1939 die Grenze zwischen der Stadt Bremen und den nördlich gelegenen preußisch-hannoverschen Gemeinden. Sie ist an dieser Stelle besonders schmal und deshalb für eine feste Überquerung besonders geeignet. Für die Bremer, aber auch deren Feinde, waren die Brücke und der zum Schutz errichtete Festungsbau auf der südlichen Lesumseite strategisch wichtige Objekte. Im Laufe der Jahrhunderte vereinnahmten Dänen (1625), Schweden (1645 und 1653) und Franzosen (1757) die Brücke. Aufgrund ihrer Bedeutung als Handelsweg bezeichnete der schwedische Feldmarschall Erik Dahlberg sie als „Schlüssel zu Bremen“.

## Die Brücken
Im Laufe der Geschichte musste die Brücke mehrmals ersetzt werden, da sie durch Kriege oder Naturkatastrophen zerstört wurde. Zum Beispiel 1547 im Schmalkaldischen Krieg, 1627 beim Rückzug der Dänen oder 1686 durch Eisgang. Von den mittlerweile zwölf Brücken sind folgende bekannt:
- Die erste feste Überquerung war eine 1350 erbaute Holzbrücke.
- 1823 bauten Bremen und das Königreich Hannover eine hölzerne Klappbrücke, die den Schiffen die Durchfahrt ermöglichte und den Weg nach Bremen bei Gefahr unterbrechen konnte.
- 1892/93 wurde die erste Stahlbrücke gebaut, die mit Reichsadlern und dem Bremer Schlüssel auf den Stahlträgern versehen war. Am 25. April 1945, wenige Tage vor dem Ende des Zweiten Weltkrieges, wurde die Brücke gesprengt.
- Nach dem Krieg wurde eine Behelfsbrücke errichtet.
- 1950 wurde eine neue Stahlbrücke gebaut. Nachdem Überprüfungen ergaben, dass sie den gestiegenen Anforderungen des Straßenverkehrs nicht mehr genügte, wurde ein Ersatzbau in Auftrag gegeben.
- Die aktuelle Lesumbrücke wurde 2013 fertiggestellt. Die Stabbogenbrücke ist rund 70 m lang, 17 m breit und wiegt etwa 550 Tonnen.